# Schneebergit
Schneebergit ist ein sehr selten vorkommendes Mineral aus der Mineralklasse der „Phosphate, Arsenate und Vanadate“. Es kristallisiert im monoklinen Kristallsystem mit der chemischen Zusammensetzung Bi(Co,Ni)2(AsO4)2(OH,H2O)2 und entwickelt nur mikroskopisch kleine Kristalle bis etwa 0,5 mm Größe von tafeligem bis blättrig-lamellarem Habitus, die zu rosettenförmigen Aggregaten zusammentreten. Die Farbe hängt vom Anteil des beigemengten Eisens ab und schwankt zwischen gelborange und gelblichbraun bis olivbraun oder beige.

## Etymologie und Geschichte
Erstmals gefunden wurde Schneebergit zusammen mit Nickelschneebergit 1999 am Roten Berg bei Schneeberg in Sachsen und beschrieben durch Werner Krause, Heinz-Jürgen Bernhardt, Herta Silvia Effenberger und Thomas Witzke, die das Mineral nach seiner Typlokalität Schneeberg benannten. Als eigenständiges Mineral anerkannt wurde es noch im selben Jahr unter der IMA-Eingangsnummer 1999-027. Veröffentlicht wurden die Untersuchungsergebnisse und der anerkannte Name Schneebergit 2002 im „European Journal of Mineralogy 14“ unter dem Titel Schneebergite and nickelschneebergite from Schneeberg, Saxony, Germany: the first Bi-bearing members of the tsumcorite group.
1880 war der Name „Schneebergit“ schon einmal von Aristides Brezina für ein Mineral vom Schneeberg vergeben worden. Neuere Untersuchungen von Otto Zedlitz und Felix Machatschki im Jahre 1932 wiesen jedoch nach, dass dieses Mineral mit dem 1841 entdeckten und beschriebenen Roméit bis auf einen leicht erhöhten Eisenanteil identisch war. Dieser so genannte „Schneebergit (nach Brezina)“ gilt seitdem als Varietät des Roméit. Die Regeln der IMA besagen, dass ein Name 50 Jahre nach der Diskreditierung des entsprechend benannten Minerals erneut vergeben werden darf. Da seit der Diskreditierung des Schneebergit (nach Brezina) bereits 67 Jahre verstrichen waren, wurde die Neuvergabe von der „Commission on New Minerals and Mineral Names“, der Prüfungskommission der IMA, anerkannt. Typmaterial dieses „neuen“ Schneebergits befindet sich in der Sammlung des Museums für Mineralogie und Geologie Dresden.

## Klassifikation
Die aktuelle Klassifikation der International Mineralogical Association (IMA) zählt den Schneebergit zur Tsumcoritgruppe mit der allgemeinen Formel Me(1)Me(2)2(XO4)2(OH,H2O)2, in der Me(1), Me(2) und X unterschiedliche Positionen in der Struktur der Minerale der Tsumcoritgruppe mit Me(1) = Pb2+, Ca2+, Na+, K+ und Bi3+; Me(2) = Fe3+, Mn3+, Cu2+, Zn2+, Co2+, Ni2+, Mg2+ und Al3+ und X = As5+, P5+, V5+ und S6+ repräsentieren. Zur Tsumcoritgruppe gehören neben Schneebergit noch Cabalzarit, Cobaltlotharmeyerit, Cobalttsumcorit, Ferrilotharmeyerit, Gartrellit, Helmutwinklerit, Kaliochalcit, Krettnichit, Lotharmeyerit, Lukrahnit, Manganlotharmeyerit, Mawbyit, Mounanait, Natrochalcit, Nickellotharmeyerit, Nickelschneebergit, Nickeltsumcorit, Phosphogartrellit, Rappoldit, Thometzekit, Tsumcorit, Yancowinnait und Zinkgartrellit.
In der mittlerweile veralteten, aber noch gebräuchlichen 8. Auflage der Mineralsystematik nach Strunz gehörte der Schneebergit zur Mineralklasse der „Phosphate, Arsenate und Vanadate“ und dort zur Abteilung der „Wasserhaltigen Phosphate ohne fremde Anionen“, wo er zusammen mit Cabalzarit, Cobaltlotharmeyerit, Cobalttsumcorit, Ferrilotharmeyerit, Gartrellit, Helmutwinklerit, Krettnichit, Lotharmeyerit, Lukrahnit, Manganlotharmeyerit, Mawbyit, Mounanait, Nickellotharmeyerit, Nickelschneebergit, Phosphogartrellit, Rappoldit, Thometzekit, Tsumcorit, Zinkgartrellit die „Tsumcorit-Gartrellit-Gruppe“ mit der System-Nr. VII/C.31 bildete.
Die seit 2001 gültige und von der International Mineralogical Association (IMA) verwendete 9. Auflage der Strunz’schen Mineralsystematik ordnet den Schneebergit ebenfalls in die Abteilung der „Phosphate usw. ohne zusätzliche Anionen; mit H2O“ ein. Diese ist allerdings weiter unterteilt nach der relativen Größe der beteiligten Kationen und dem Stoffmengenverhältnis von Phosphat-, Arsenat- bzw. Vanadat-Komplex zum Kristallwassergehalt, so dass das Mineral entsprechend seiner Zusammensetzung in der Unterabteilung „Mit großen und mittelgroßen Kationen; RO4 : H2O = 1 : 1“ zu finden ist, wo es zusammen mit Cabalzarit, Cobaltlotharmeyerit, Cobalttsumcorit, Ferrilotharmeyerit, Krettnichit, Lotharmeyerit, Manganlotharmeyerit, Mawbyit, Mounanait, Nickellotharmeyerit, Nickelschneebergit, Thometzekit und Tsumcorit die „Tsumcoritgruppe“ mit der System-Nr. 8.CG.15 bildet.
Auch die vorwiegend im englischen Sprachraum gebräuchliche Systematik der Minerale nach Dana ordnet den Schneebergit in die Klasse der „Phosphate, Arsenate und Vanadate“ und dort in die Abteilung der „Wasserhaltige Phosphate etc.“ ein. Hier ist er zusammen mit Cobalttsumcorit, Helmutwinklerit, Mawbyit, Nickelschneebergit, Rappoldit, Thometzekit und Tsumcorit in der „Helmutwinklerit-Untergruppe“ mit der System-Nr. 40.02.09 innerhalb der Unterabteilung „Wasserhaltige Phosphate etc., mit A2+(B2+)2(XO4) × x(H2O)“ zu finden.

## Kristallstruktur
Schneebergit kristallisiert monoklin in der Raumgruppe C2/m (Raumgruppen-Nr. 12) mit den Gitterparametern a = 9,005 Å; b = 6,211 Å; c = 7,440 Å und β = 115,19° sowie 2 Formeleinheiten pro Elementarzelle.

## Bildung und Fundorte
Schneebergit bildet sich in der Oxidationszone von Bismut-Lagerstätten. Begleitminerale sind unter anderem Skorodit, Bariopharmakosiderit, Ferrilotharmeyerit, Preisingerit und Waylandit.
Außer der Typlokalität Roter Berg bei Schneeberg in Deutschland ist bisher (Stand: 2017) kein weiterer Fundort für Schneebergit bekannt. Das als Fundort ausgewiesene Bergrevier Schneeberg im Südtiroler Passeiertal wurde inzwischen als Fehlmeldung revidiert.